# U-54号潜艇 (1939年)
U-54号（德語：U 54）是纳粹德国战争海军建造的二十四艘VII-B型潜艇（或称U艇）之一。它由基尔的日耳曼尼亚船厂承建，于1939年8月15日下水，至同年9月23日交付使用。第二次世界大战期间，该艇曾执行过一次巡逻作战，尚未及取得任何战功，便于1940年2月13日左右在泰尔斯海灵岛以北的北海触雷沉没，艇内41名官兵全数阵亡。

## 设计
由于原有VII-A型潜艇的燃料容量有限而导致航程不足，战争海军于1936年又设计建造了24艘VII-B型潜艇作为改进版。为了提高操纵性和转向性能，他们在两副螺旋桨后部设计了两片舵，并增大舵面面积。VII-B型艇的内部空间更大，因此可在外部鞍状水舱内多装载33吨燃油。这种燃料舱是“自动加注”的——当柴油不断被消耗时，海水也不断进入该水舱以补偿浮力。艇艏和艇艉还设有纵倾平衡水舱，通过调整两端水量来防止潜艇在水下可能产生的纵倾和横摇。作为VII-B型艇，U-54号的全长增加了两米，达到66.50米，舷宽6.20米、高9.5米，并有4.74米的吃水深度，水上和水下排水量分别为753吨和857吨。该艇采用双轴设计，具有两副直径为1.23米的三叶螺旋桨。动力由两台曼恩生产的M6V 40/46型六缸四冲程1,400匹公制馬力（1,000千瓦特）涡轮增压柴油机用于水面运行，以及两台布朗-博韦里提供的GG UB 720/8型375匹公制馬力（280千瓦特）双作用电动发电机用于水下航行；水面最高航速17.9節（33.2每小時），水下8節（15每小時）；能够在水面以10節（19每小時）航速续航8,700海里（16,100），或以4節（7.4每小時）连续在水下航行90海里（170）而无需充电。
武器装备方面，U-54号装备有五具内置式鱼雷发射管——艇艏四具、艇艉一具。相较于VII-A型艇，其艇艉的鱼雷发射管设计在耐压壳体内部、两片舵之间，鱼雷可以由此向外发射。在轮机舱甲板下方还配备了用于艇艉的鱼雷装填系统，耐压壳体与甲板室之间一前一后还设计有外置鱼雷贮存装置，因此U-54号的鱼雷储备和发射能力也得以提升，可携带14枚G7型鱼雷或最多26枚TMA型水雷（TMB型则为39枚）。此外，该艇还搭载有一门配备220发弹药的88毫米35式速射炮以及一门配备1,195发弹药20毫米30式高射炮作为甲板炮。其标准船员编制为4名军官及40－56名水兵。

## 历史
1936年11月21日，海军造舰局根据《英德海军协定》的要求，正式将十一艘VII-B型潜艇（U-45至U-55号）的建造合同发包予基尔的日耳曼尼亚船厂。其中U-54号于1938年9月13日开始铺设龙骨，建造序列为589。经过十一个月的建造，它才于1939年8月15日下水，至同年9月23日在曾担任U-29和U-25号艇长的海军中尉格奥尔格-海因茨·米歇尔的指挥下交付使用。完成海试后，该艇加入驻基尔的“韦格纳”潜艇区舰队，担任训练艇直至1939年12月31日。当U艇编制于1940年1月1日重组时，它又继续在驻基尔的第7潜艇区舰队担任前线艇直至沉没。
1940年2月12日，海军上尉京特·库奇曼率领U-54号从基尔出发执行首次巡逻。穿过威廉皇帝运河后并经停黑尔戈兰岛后，该艇本应前往菲尼斯特雷角周边的北大西洋游弋。但它此后未再发出任何无线电信息，并于1940年2月14日被认定为失踪。U-54号的两枚鱼雷部件分别于3月14日由哨艇V-1101号在大约54°57′N 06°45′E / 54.950°N 6.750°E的位置和4月16日由猎潜舰石勒苏益格号在斯卡格拉克海峡寻获并回收。英国海军历史处外国资料科（FDS/NHB）于1983年6月修订了最初的评估，指出在没有盟军的袭击能够对U-54号的失踪负责的情况下，该艇很可能是在前往北海的途中在英国的4号或6号雷区内触雷沉没。这片雷区大致位于泰尔斯海灵岛以北的54°58′N 05°28′E / 54.967°N 5.467°E处，由英国驱逐舰艾凡赫号和勇猛号于1940年1月共同敷设。艇内41名官兵全数推定为阵亡。

## 脚注
1. 1 2  加洛普，第72頁.
2. ↑  威廉生，第10頁.
3. 1 2  Gröner 1991，第43–44頁.
4. ↑  . U-Boot-Archiv.   [2024-06-08].
5. 1 2  Helgason, Guðmundur. . German U-boats of WWII - uboat.net.   [2024-06-08].
6. ↑  Niestlé，第215頁.